# 智勝院 (吉川市)
智勝院（ちしょういん）は、埼玉県吉川市にある真言宗智山派の寺院。

## 歴史
創建年代は不明である。1846年（弘化3年）の火事で記録を失ったためである。ただ当寺の墓地で「寛永十八年（1641年）」と刻まれた墓石があることから、その頃までには既に存在していたものと推測される。同市の延命寺の末寺である。
現在の本堂は、1989年（平成元年）に建てられたものである。本尊は聖観世音菩薩で、行基作と伝えられている。

## 交通アクセス
- 吉川駅より徒歩13分。